# Leo Blech
Leo Blech, nemški operni skladatelj in dirigent, * 21. april 1871, Aachen, † 25. avgust 1958, Berlin, Nemčija.
Glasbo je študiral mdr. pri skladatelju Engelbertu Humperdincku.
Kot dirigent je več kot trideset let deloval v Berlinski državni operi.

## Opere (izbor)
- Aglaja (1893)
- Cherubina (1894)
- Pepelka (1905)
- Odpadniki (1916) - leta 1923 je bila uprizorjena tudi na odru ljubljanske Opere